# 越昭三
越 昭三（こし しょうぞう、1928年11月18日 - 2003年7月11日）は北海道小樽市出身の北海道大学名誉教授。

## 経歴
- 1928年11月16日、北海道小樽市に生まれる。
- 1951年3月、北海道大学理学部数学科を卒業し、6月北海道大学理学部助手になる。
- 1958年5月、北海道大学理学部講師となる。
- 1960年4月、北海道大学理学部助教授になる。
- 1961年6月、「近似的加法モジュラー」の研究で、北海道大学から理学博士の学位を授与される。
- 1967年、岡山大学理学部教授になる。
- 1970年、北海道大学理学部教授になる
- 1992年3月31日、定年により退官し、4月から北海道大学名誉教授
- 2003年7月11日午後0時30分、自宅で突然倒れ死去、74歳没。

| スタブアイコン | サブスタブ | この項目は、まだ閲覧者の調べものの参照としては役立たない、人物に関連した書きかけの項目です。この項目を加筆・訂正などしてくださる協力者を求めています（P:人物伝/PJ:人物伝）。 |